# 東京葺手町教会
東京葺手町教会（とうきょうふきてちょうきょうかい）は、スコットランド一致長老教会の宣教師ヒュー・ワデルらによって設立された教会である。今日の日本基督教団芝教会の源流の一つで
1876年にワデルが葺手町（現在の港区虎ノ門四丁目）に私塾「ワデル塾」を開設した。これが母体になり、1878年頃から教会設立の準備を始めた。『七一雑報』第37号によると、男性18名、女性8名、子供3名、伝道志願者1名（渡辺勝）の会員がいたと言われている。
1879年3月29日に正式に東京葺手町教会として、会員38名、長老1名、執事1名で発足した。
1883年7月虎ノ門に移転して虎ノ門教会と改称する。翌1884年に芝露月町教会（しばろげつちょうきょうかい）と合同して芝教会になり今日に至る。